# Ludwig Bernays
Ludwig Bernays (* 28. Januar 1924; † 5. September 2020) war ein Schweizer Arzt, Altphilologe und Übersetzer.

## Leben
Ludwig Bernays wurde 1924 geboren als Sohn von Adolph(e) Gaston Bernays und Gertrud Bernays-Herrlich. Die Eltern waren mit dem Bauhaus verbunden und zogen nach Uttwil am Bodensee, wo sich damals auch viele andere Künstler niederliessen. Nach einer musikalischen Ausbildung und dem Studium der Medizin war er rund dreissig Jahre als Allgemeinpraktiker in Zürich tätig, gab dann die Praxis auf und wandte sich an den Universitäten von Zürich und Basel der Klassischen Philologie zu. In seinen Publikationen beschäftigte er sich oft mit Metrik und dem strukturellen Aufbau von Dichtungen, verbunden mit einer umfangreichen Übersetzertätigkeit bis ins hohe Alter.
Ludwig Bernays war Neffe des Mathematikers Paul Bernays und Urenkel des Altphilologen Otto Friedrich Gruppe. Unter seinen Vorfahren in der Familie Bernays finden sich weitere Altphilologen und Germanisten.

## Veröffentlichungen
- Zum Problem der Schmerzmittelsucht, Dissertation Universität Zürich, 1957
- Die Horaz-Ode 4. Ein Übersetzungs- und Erläuterungsversuch, [Bernays], Zürich 1973
- Zur architektonischen Struktur der horazischen Satiren, Schippert, Zürich 1974
- Ars poetica. Studien zu formalen Aspekten der antiken Dichtung, Peter Lang, Frankfurt am Main 2000
- Sonette von Shakespeare, Edition Signathur, Dozwil 2002
- Otto Friedrich Gruppe, 1804–1876. Philosoph, Dichter, Philologe, Rombach, Freiburg im Breisgau 2004
- Gulielmi Shakespeare Carmina Quae Sonnets Nuncupantur Latine Reddita. Latin Elegies after William Shakespeare’s Sonnets, Edition Signathur, Dozwil 2006
- Homers Odyssee, Rombach, Freiburg im Breisgau 2010
- Götter und Menschen im Trojanischen Krieg. Die 24 Bücher von Homers Ilias, Edition Signathur, Dozwil 2013
- Homerische Hymnen. Griechisch und deutsch, Wissenschaftliche Buchgesellschaft, Darmstadt 2017

## Beiträge in Büchern und Zeitschriften
- Ein Brief Gottfried Kellers an einen Unbekannten, Zürcher Taschenbuch auf das Jahr 1987, 107 (1987), S. 102–115
- Zur Frage der Interpolationen im Text der Horaz-Ode 4.8, Prometheus 19 (1993), S. 53–60
- Zur Gliederung der Horaz-Ode 1.35, Lexis 12 (1994), S. 135–145
- Zur Interpretation der Horaz-Ode 4.11, Prometheus 22 (1996) S. 35–42
- Aspekte karolingischer Lyrik des Klosters Reichenau, Mittellateinisches Jahrbuch 32 (1997), S. 11–27
- Ein Textproblem in Ovids Elegie Am. 2.18, Mnemosyne 51 (1998), S. 590–594
- Feinstrukturen der alkäischen Elfsilbler in den Römeroden des Horaz, Studia Philologica Valentina 3 (1998), S. 49–56
- Zur Textgliederung in der Ars poetica des Horaz, Mnemosyne 52 (1999), S. 277–285
- Das Orpheusgedicht von Boethius und dessen Pendant bei (Pseudo-)Seneca. In: Zimmermann, B. (Hg.) Griechisch – römische Komödie and Tragödie III, J.B. Metzler, Stuttgart 1999, S. 137–155
- Ein Textproblem in Ovids Elegie Am. 1.15, Mnemosyne 53 (2000), S. 713–718
- Das sogenannte "Carmen Harleianum" und seine möglichen Vorbilder, Mittellateinisches Jahrbuch 36 (2001), S. 31–44
- Versstrukturen in Walahfrid Strabos Gedicht ‚De carnis petulantia‘, Mittellateinisches Jahrbuch 37 (2002) S. 189–194
- Textprobleme in Ovids Elegie Am. 1.13, Mnemosyne 55 (2002), S. 97–104
- Bemerkungen zu Tib. 1.4.43f., Mnemosyne 55 (2002), S. 345
- Bemerkungen zur Elegie 4.6 des Properz, Mnemosyne 55 (2002), S. 593–598
- Zu Ovids Versen Tr. 2.429f., Mnemosyne 56 (2003), S. 740
- Zur Elegie Tib. 3.9 und zur Problematik der Sulpicia-Gedichte, Mnemosyne 57 (2004), S. 209–215
- Zum Text der Horaz-Ode 1.4, Mnemosyne 58 (2005), S. 282–284
- Das anakreontische Gedicht des Boethius, Mnemosyne 58 (2005), S. 443–446
- Zur Priorität der 4. Ekloge Vergils gegenüber der Epode 16 des Horaz, Museum Helveticum 63 (2006), S. 19–22
- Eine vergessene Konjektur zu Vergils Vierter Ekloge, Rheinisches Museum für Philologie 151 (2008), S. 110–111
- Hadrian Relands Lobgedicht auf Lukrez, Neulateinisches Jahrbuch 17 (2015), S. 5–21
- Ein Textproblem bei Boethius, Museum Helveticum 74 (2017), S. 86–90